# Obřice
Obřice je malá vesnice, část obce Podsedice v okrese Litoměřice. Nachází na okraji Českého středohoří, při jihozápadním úpatí zčásti odtěženého kopce Vršetín, asi 1,5 km na sever od Podsedic. V roce 2009 zde bylo evidováno 19 adres. V roce 2011 zde trvale žilo 24 obyvatel.
Obřice je také název katastrálního území o rozloze 1,03 km².

## Historie
Nejstarší písemná zmínka pochází z roku 1404.

## Obyvatelstvo
|                                                                    | 1869 | 1880 | 1890 | 1900 | 1910 | 1921 | 1930 | 1950 | 1961 | 1970 | 1980 | 1991 | 2001 | 2011 |
| ------------------------------------------------------------------ | ---- | ---- | ---- | ---- | ---- | ---- | ---- | ---- | ---- | ---- | ---- | ---- | ---- | ---- |
| Obyvatelé                                                          | 134  | 109  | 98   | 125  | 120  | 118  | 107  | 50   | 65   | 57   | 39   | 26   | 21   | 24   |
| Domy                                                               | 22   | 24   | 24   | 23   | 25   | 26   | 29   | 27   | .    | 16   | 12   | 17   | 17   | 17   |
| Počet domů z roku 1961 je zahrnut v domech místní části Podsedice. |      |      |      |      |      |      |      |      |      |      |      |      |      |      |

## Pamětihodnosti
- Boží muka (kulturní památka ČR)